# Masandra
Masandra (în ucraineană Масандра) este o așezare de tip urban din orașul regional Ialta, Republica Autonomă Crimeea, Ucraina. În afara localității principale, nu cuprinde și alte sate.

## Demografie
Componența lingvistică a așezării de tip urban Masandra
     Rusă (86,71%)
     Ucraineană (11,55%)
     Alte limbi (0,88%)
Conform recensământului din 2001, majoritatea populației așezării de tip urban Masandra era vorbitoare de rusă (86,71%), existând în minoritate și vorbitori de ucraineană (11,55%).